# 1891 год в науке
В 1891 году произошли различные научные и технологические события, некоторые из которых представлены ниже.

## События
- 11 октября — в Стокгольме открылся первый в мире этнографический музей под открытым небом «Скансен».

## Достижения человечества

### Открытия
- Правило Дюкло — Траубе

### Изобретения
- Застёжка-молния: Уитком Джадсон.
- Промышленный крекинг нефти: В. Г. Шухов, С. П. Гаврилов.
- Винтовка Мосина

## Родились
- 24 марта — Сергей Иванович Вавилов, советский физик, академик (1932), президент Академии Наук СССР (с 1945; умер в 1951 году).
- 27 марта — Адольфус Петер Элькин, австралийский этнолог, антрополог, лингвист (умер в 1979 году).
- 2 августа — Виктор Максимович Жирмунский, российский лингвист и литературовед (умер в 1971 году).

## Скончались
- 10 февраля — Софья Васильевна Ковалевская (урождённая Корвин-Круковская), русский математик (р. 1850).
- 24 ноября — Константин Николаевич Леонтьев, русский философ.